# Avro York
Az Avro York egy brit gyártmányú szállító repülőgép, melyet az Avro Lancaster nehézbombázóból fejlesztettek ki. Egyaránt használták katonai és polgári célokra 1944 és 1964 között.

## Szerkezet és kialakítás
A gép tervezését 1941-ben kezdte meg az Avro cég a Brit Királyi Légierő számára, a cél egy csapatszállító gép megépítése volt. A gép alapját az Avro Lancaster nehézbombázó képezte, melyből új, négyszögletű géptörzset hoztak létre, mely sokkal nagyobb kapacitással rendelkezett és ennek köszönhetően a gép maximum 56 személy szállítására vált alkalmassá. A megnövelt méret azonban indokolttá tette egy harmadik légcsavar alkalmazását is a gép stabilitásának megtartása végett.

## Alkalmazása
A gép első prototípusa 1942. július 5.-én szállt fel, majd a tesztrepülések befejezése után megkezdődött a sorozatgyártása. Az első katonai példányokat 1943-ban állították hadrendbe, civil használatra először 1944 februárjában alkalmazták a repülőt. 1943 és 1949 között összesen 259 példányt gyártottak le, ebből 209-et katonai, 50-et pedig polgári célokra alkalmaztak.
Második mandátumának ideje alatt egy Avro York, az LV633 Ascalon volt Winston Churchill személyi repülőgépe, valamint Jan Christian Smuts dél-afrikai elnök is egy Avro Yorkot használt.
A katonai alkalmazásban levő gépek többségét 1957-re vonták ki a hadrendből, polgári célra még egészen 1964-ig használták.

## Üzemeltetők

### Katonai célra is alkalmazók
- Egyesült Királyság
- Ausztrália - egyetlen példányt használtak katonai szállító-repülőgépként
- Dél-afrikai Köztársaság
- Franciaország

### Kizárólag polgári célra alkalmazók
- Argentína
- Irán
- Libanon